# Marie-Laure Brival
Marie-Laure Brival est une gynécologue-obstétricienne française. Elle est cheffe de service à la Maternité des Lilas.

## Biographie

### Jeunesse
Marie-Laure Brival est originaire de Martinique et vient d'une famille de sept enfants. Elle commence ses études de médecine en 1973 et est alors la seule femme noire de la faculté.

### Carrière médicale
En 1982, Marie-Laure Brival rejoint la Maternité des Lilas. En 2004, elle est chargée de la planification familiale et des interruptions volontaires de grossesse dans cet établissement. Elle consulte aussi à la maternité Port-Royal pour les patientes atteintes du VIH. Elle est membre du comité pédagogique pour des diplômes inter-universitaires en sexologie et sexualité humaine  à l'université Paris-Diderot.
En 2006, elle devient cheffe de service aux Lilas.

### Militantisme
En 2014, Marie-Laure Brival intervient devant le projet de l'Agence Régionale de Santé qui prévoit la fusion de la Maternité des Lilas avec le centre hospitalier intercommunal de Montreuil.
Elle défend l’accès des femmes à l'IVG et au choix de leur contraception, notamment par le biais de livres qu'elle écrit en 2010 et 2021,. En 2013 ou le rapport du Haut Conseil à l’Egalité entre les femmes et les hommes paraît puis en 2015, elle demande l'abolition de la clause de conscience de la loi Veil. Elle clarifie également les recommendations du Collège des gynécologues britannique (en) sur la pause de la prise de contraceptif oral.
En 2014, elle cosigne une lettre pour que l'« avortement soit libre » à l'appel de Médecins du monde dans le cadre de la campagne intitulée « Names-not-Numbers ».
Elle est vice-présidente de l'ANCIC (Association nationale des centres d'interruption de grossesse et de contraception),.

## Hommage
Marie-Laure Brival est décorée chevalière de la légion d'honneur en 2016 pour ses 33 ans de service.

## Publications
- SOS contraception - Les clés pour comprendre son corps et bien choisir sa contraception - le guide illustré, First éditions, 2021, 128 p. (EAN 9782412068403)
- Mon guide gynéco poche pour les nuls, Pour les nuls, 2017, 246 p. (ISBN 978-2-412-03523-8, EAN 9782412035238)